# Jeumpa (Tanah Luas)
Jeumpa is een bestuurslaag in het regentschap Aceh Utara van de provincie Atjeh, Indonesië. Jeumpa telt 517 inwoners (volkstelling 2010).